# Титания (спътник)
Вижте пояснителната страница за други значения на Титания.
Титания е най-големият естествен спътник на Уран. Открит е на 11 януари 1787 г. от Уилям Хершел.

## Откриване
Титания е открита на 11 януари 1787 г. от Уилям Хершел. В същата година е открит и друг спътник на Уран – Оберон. Хершел по-късно съобщава за откриването на още четири спътника, но тази информация се оказва невярна.

## Наименование
Името Титания, както и имената на четири други естествени спътника на Уран, са предложени от сина на Уилям Хершел – Джон Хершел, през 1852 г. по молба на Уилям Ласел, който през 1851 г. открива Ариел и Умбриел. Титания, която носи името на царицата на феите от шекспировата драма „Сън в лятна нощ“, както и останалите спътници на Уран носят имена на герои от произведенията на Уилям Шекспир или Александър Поуп. Понякога Титания бива наричана Уран 3.

## Физически характеристики
Единствените близки снимки на спътника са изпратени от апарата Вояджър 2, който посети урановата система през януари 1986 г. Поради разположението на спътника и слънцето на апарата се удаде да заснеме само южното полукълбо.
Титания се състои приблизително от 50% лед, 30% силикатни скали и 20% метан и други въглеводороди. Наблюдаваната част от повърхността разкрива огромен каньон с размери, подобни на Valles Marineris („Долината на Маринър“) на Марс и Ithaca Chasma („Пропастта Итака“) на сатурновия спътник Тетида.
Най-големият кратер е Гертруд с размери 326 km в диаметър.
Учените са установили следните геологични черти на Титания:
- Пропасти
- Кратери
- Откоси

## Окултация
На 8 септември 2001 г. Титания закрива слабосветеща звезда. Това е удобен случай за астрономите да преизчислят диаметъра и ефемерията ѝ, и да засекат евентуално съществуваща атмосфера. Получената информация сочи, че няма атмосфера при налягане 0,03 микробара. Ако съществува такава, то тя би била по-тънка от тази на Тритон и Плутон.

## Титания във фантастиката
- В романа на Ким Станли Робинсън Синият Марс се съдържа описание на човешка колония на Титания, където хората са се адаптирали към живот с ниска гравитация и слабо слънчево греене.